# Vasili Kudínov
Vasili Kudínov (Astracán, 17 de febrero de 1969 - Astracán, 11 de febrero de 2017) fue un jugador de balonmano ruso que jugaba de lateral izquierdo. Fue un componente de la selección de balonmano de la Unión Soviética y de la selección de balonmano de Rusia.

## Palmarés

### Dinamo Astrakhan
- Liga de balonmano de la Unión Soviética (1): 1990

## Clubes
- Dinamo Astrakhan (1987-1993)
- US Ivry (1993-1997)
- VfL Hameln (1997-2000)
- SC Magdeburg (2000-2001)
- Honda Kumamoto (2001-2004)
- Dinamo Astrakhan (2004-2005)